# شهرستان رهد
شهرستان رهد (به عربی: محلیة الرهد) یک منطقهٔ مسکونی در سودان است که در القضارف (ایالت سودان) واقع شده‌است.